# رمانة (مسلسل)
مسلسل رمانة هو مسلسل كويتي من إخراج حسام حجاوي وتأليف محمد العنزي وبدر الجزاف وفكرة يوسف الغيث وبطولة حياة الفهد
التي تؤدي دور رمانة، وأحمد الجسمي وحمود التاير وباسم عبد الأمير وهيا الشعيبي ومحمود بوشهري وشيماء علي بدور فتوح وهنادي الكندري بدور نضال وناصر محمد بدور د.ناصر وليلى عبد الله بدور حميده ومحمد صفر بدور إسماعيل. عُرض المسلسل لأول مرة في رمضان 2017 على شاشة تلفزيون الكويت وشبكة osn دراما وقناة دبي
قصة المسلسل
هي احداث تدور بين عائلة رمانة وعائلة حمود التاجر بين عائلة حمود التاجر يهبط مستواها المادي بالكامل وعائلة رمانة يصبحون اغنياء ويلتقيان في الفندق الذي تشتريه رمانة وتستمر الاحداثً الشيقة والكوميديا إلى ان يعود كل منهما إلى مكانته